# تشارلز ديكنز كلارك
تشارلز ديكنز كلارك (بالإنجليزية: Charles Dickens Clark)‏ هو قاضي ومحامي أمريكي، ولد في 7 أكتوبر 1847، وتوفي في 15 مارس 1908.